# Legenda căutătorului
Legenda căutătorului (Legend of the Seeker; cunoscut și ca Wizard's First Rule, română Prima regulă a vrăjitorului) este un serial TV fantastic și de aventuri bazat pe The Sword of Truth, (în română Spada adevărului), o serie de romane scrise de Terry Goodkind.

## Povestea
Milioane de cititori din lumea întreagă au fost fermecați de aceaste povestiri fantastice. Acum intram în lumea lui Terry Goodkind, lumea din Spada Adevărului. În urma asasinării brutale a tatălui său, o femeie misterioasă, Kahlan Amnell, apare în sanctuarul pădurii Richard Cypher căutând ajutor... și nu numai. Lumea ei, credința sa, sunt distruse atunci când datorii mai vechi o urmăresc violent. În cea mai întunecată oră a sa, urmărită necruțător, chinuită de trădare și de pierderi, Kahlan îl cheamă pe Richard pentru a da tot ce are mai bun și a se autodepăși. Acesta nici nu știe că regulile jocului tocmai s-au schimbat... și nici că nu mai au timp. Acesta este începutul. O poveste. O singură regulă. Martori la nașterea unei legende.

## Distribuția
- Craig Horner este Richard Rahl, la începutul serialului este un tânăr ghid ce trăiește în Hartland, un oraș din Westland și un loc în care nu există magie [2] [3]
- Bridget Regan este Kahlan Amnell [4]
- Bruce Spence este Zeddicus "Zedd" Zu'l Zorander
- Tabrett Bethell este Cara